# انتخابات پارلمانی آلبانی (۲۰۱۷)
انتخابات پارلمانی ۲۰۱۷ آلبانی روز یکشنبه ۲۵ ژوئن برگزار شد. این انتخابات به سود حزب سوسیالیست(PS) آلبانی به رهبری ادی راما به پایان رسید. حزب سوسیالیست با ۴۸ درصد آرا ۷۴ کرسی به دست آورد و صاحب اکثریت شد و به تنهایی می‌تواند امور کشور را به دست بگیرد و نیازی به ائتلاف با سایر جریان‌های سیاسی ندارد. حزب دموکرات‌های اپوزیسیون به رهبری لولزیم باشا در ردیف دوم قرار گرفت.
حزب سوسیالیست از سال ۲۰۱۳ در این کشور در قدرت است
آلبانی که نزدیک به سه میلیون نفر جمعیت دارد، در حال حاضر یکی از اعضای ناتو است. این کشور از سال ۲۰۱۴ داوطلب عضویت در اتحادیه اروپا است. پیروزی انتخابات پارلمانی، یک گام کلیدی برای این کشور در تلاش برای مذاکرات عضویت در اتحادیه اروپا محسوب می‌شود.

## ضرورت انتخابات
تصمیم برگزاری انتخابات پارلمانی، در پی اعتراضات سه‌ماهه احزاب مخالف در تاریخ ۱۸ می‌با توافق ادی راما نخست وزیر سوسیالیست آلبانی با لولزیم باشا رهبر حزب راست میانه آلبانی گرفته شد. این اعتراضات در تاریخ ۱۸ فوریه ۲۰۱۷ آغاز شد و در ادامه آن فعالیت‌های مجلس بایکوت شد.
پیروزی در این انتخابات به حزب حاکم در آلبانی این مجوز را می‌دهد تا اصلاحات قضایی را پی بگیرد موضوعی که برای عضویت در اتحادیه اروپا امری حیاتیست. این انتخابات همچنین آزمایشی برای اعتبار دموکراسی کشور آلبانی می‌باشد و توسط ناظران غربی که خواهان ترک تاریخی خشونت و بی قانونی در انتخابات این کشور هستند از نزدیک دنبال می‌شود.
انتخابات ۲۵ ژوئن ۲۰۱۷ نهمین انتخابات پارلمانی در آلبانی از زمان سقوط رژیم کمونیستی انور خوجه در سال ۱۹۹۱ و برقراری نظام چند حزبی در این کشور بود. آخرین انتخابات پارلمانی آلبانی در سال ۲۰۱۳ برگزار شده بود.

## رقابت‌ها
در جریان انتخابات پارلمانی ۲۰۱۷ تعداد دو هزار و ۶۶۶ کاندیدا از ۱۸ حزب سیاسی برای ورود به پارلمان ۱۴۰ عضوی این کشور با یکدیگر به رقابت پرداختند. در این رقابت‌ها سه حزب سیاسی بزرگ به نام‌های حزب سوسیالیست آلبانی، حزب دموکراتیک آلبانی و جنبش سوسیالیست برای همگرایی آلبانی بیشترین آرا را به خود اختصاص دادند.
در انتخابات ۲۰۰۹ و ۲۰۱۳ هیچ‌کدام از احزاب قادر به بدست آوردن ۷۰ کرسی مورد نیاز برای کسب اکثریت پارلمانی نشده بودند.

## برگزاری انتخابات و نتایج
بر اساس اولین نتایج غیررسمی اعلام شده ۴۴ درصد از ۳ میلیون و ۴۵۲ هزار و ۲۶۰ واجد شرایط در رای‌گیری شرکت کرده‌اند. کمیسیون مرکزی انتخابات آلبانی تا ساعت ۲۰۰۰ به وقت محلی زمان انتخابات را به علت پایین بودن میزان مشارکت تمدید کرد علت پایین بودن میزان مشارک عید فطر و گرمای هوا عنوان گردید. در پی پایان مهلت رای‌گیری، صندوق‌ها به محل شمارش آراء منتقل شد.
تعداد شعب رای‌گیری پنج هزار و ۳۶۲ حوزه بود و پنج هزار و ۳۵۱ ناظر از داخل و خارج کشور بر روند انتخابات در سراسر کشور نظارت داشتند. منجمله ناظرانی از سازمان امنیت و همکاری اروپا و نمایندگانی از ۱۸ کشور بر مراحل انتخابات پارلمانی آلبانی نظارت داشتند.
کمیسیون مرکزی انتخابات روز سه شنبه گفت با بیش از ۹۶ درصد شمارش آرا که انجام شده سوسیالیست‌های حاکم دولت ادی راما ۴۸ درصد آرا یا ۷۴ کرسی در پارلمان را کسب کرده‌است؛ و اپوزیسیون اصلی حزب دموکراتیک لولزیم باشا تنها ۲۹درصد یا ۴۳کرسی توانست کسب کند. جنبش ائتلاف سوسیالیست حزب سوم آلبانی نیز ۱۹ کرسی بدست آورده‌است.
میزان شرکت مردم در این انتخابات نسبت به ۲۰۱۳ هفت امتیاز پایین‌تر یعنی ۴۶٫۶درصد بود.

## پیوستن به اتحادیه اروپا
آلبانی از سال ۲۰۱۴ کاندیدای عضویت در اتحادیه اروپا بوده‌است. آلبانیایی‌ها با این انتخابات که نوعی ارزیابی از اراده مردم آلبانی برای پیوستن به اتحادیه اروپا محسوب می‌شود قصد دارند هر چه زودتر عضو اتحادیه اروپا شوند. دو حزب بزرگ سیاسی این کشور پس از ده‌ها رقابت به توافق مهمی دست یافتند تا نهایتاً آلبانی بتواند به عضویت اتحادیه اروپا در آید.
ادی راما نخست وزیر سوسیالیست آلبانی امیدوار است که بعد از بدست آوردن اکثریت آرا با اصلاحات قضایی در کشورش راه را برای ورود به اتحادیه اروپا باز کند.
لولزیم باشا رهبر حزب راست میانه آلبانی و وزیر سابق امور خارجه و شهردار سابق تیرانا در کارزار انتخاباتی دولت را متهم به ناکامی در مبارزه با قاچاق مواد مخدر و جرایم سازمان یافته کرده‌است. دو موضوع مهمی که برای پیشبرد عضویت آلبانی در اتحادیه اروپا اهمیت اساسی دارند.

## موضعگیری‌ها

### داخلی
- پیام ادی راما: طی انتخابات ۲۶ ژوئن ادی راما نخست وزیر آلبانی یک اس ام اس به همه نمایندگان سوسیالیست پارلمان فرستاد و از آن‌ها خواست که بسیج کامل شوند تا هیچ رأیی را در طی پروسه شمارش آراء از دست ندهند. پیام راما: «مراقب باشید که هر رأی را بشمارید. به نظر می‌آید که ما پیروز شدیم… ما به یک پروسه پاک و غیرقابل انکار نیاز داریم.»[۱۰]
- حزب حاکم سوسیالیست آلبانی روز سه شنبه ۲۷ ژوئن ۲۰۱۷ بعد از تأیید پیروزیش در انتخابات پارلمانی متعهد شد که قضات فاسد را تصفیه کرده، شغل‌های بیشتری ایجاد نموده و با معاملات مواد مخدر (حشیش) در مسیر عضویت اتحادیه اروپا برخورد نماید.[۱]

### خارجی
- رهبری اتحادیه اروپا در این باره گفت انتخابات آلبانی به‌شکل ”آرام و به صورت منظمی ”برگزار گردیده است ولی از ناظران بین‌المللی مصرانه خواهان ارائه یک گزارش کامل تری در مورد اتهامات خرید آرا و فشار بر روی رای‌دهندگان شد.[۱]